# Castello di Hellbrunn
Il castello di Hellbrunn (in lingua tedesca: Schloss Hellbrunn) si trova pochi chilometri a sud di Salisburgo, in Austria.

## Storia e descrizione

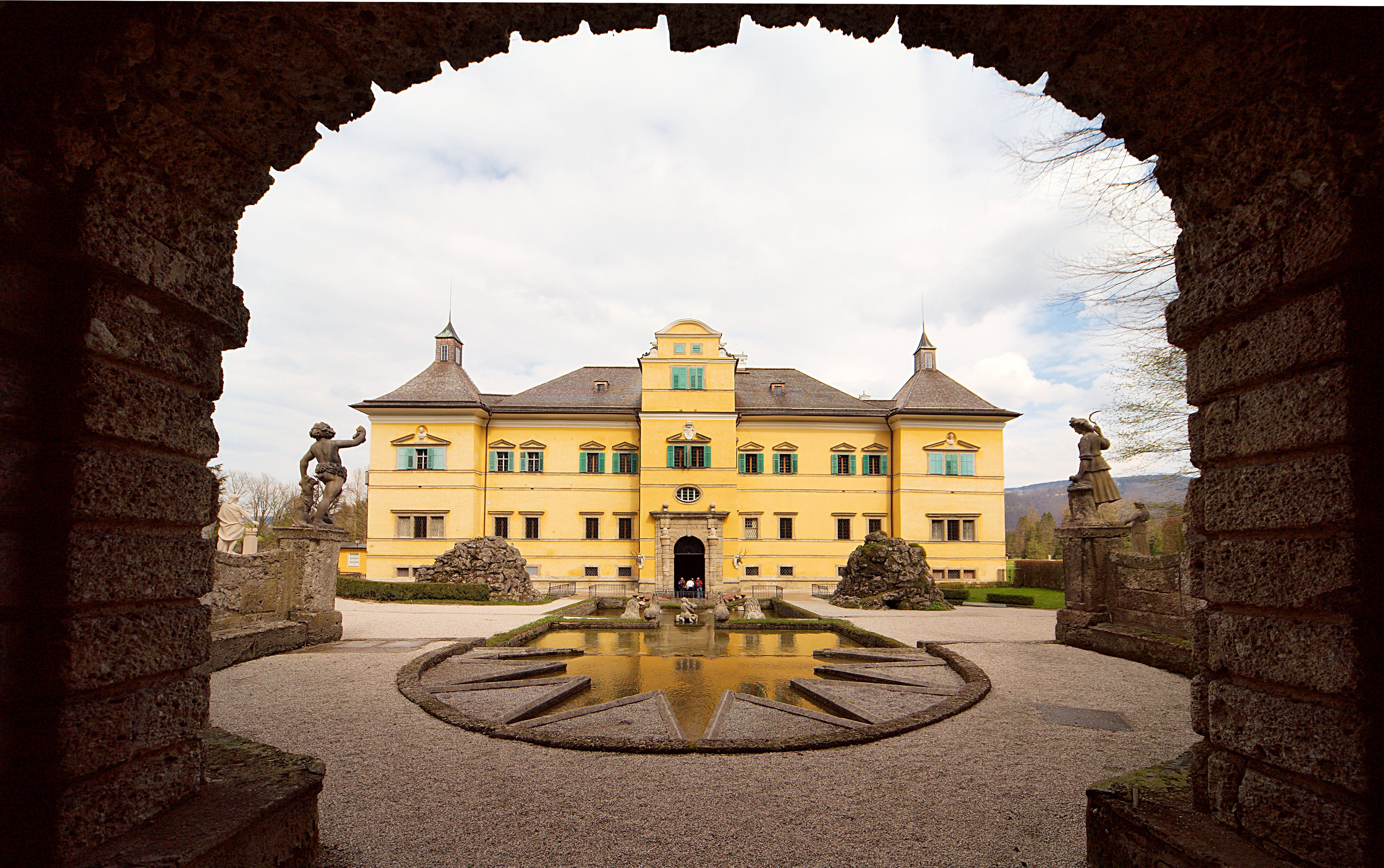
La facciata sul giardino.

Fu edificato tra il 1613 e il 1615 per volontà dell'arcivescovo Marco Sitticus von Hohenems, che affidò l'incarico all'architetto italiano Santino Solari, e rappresenta un importante esempio di residenza suburbana barocca.
È famoso per i suoi giochi d'acqua, che richiamano molti turisti nella stagione estiva.

## I giochi d'acqua

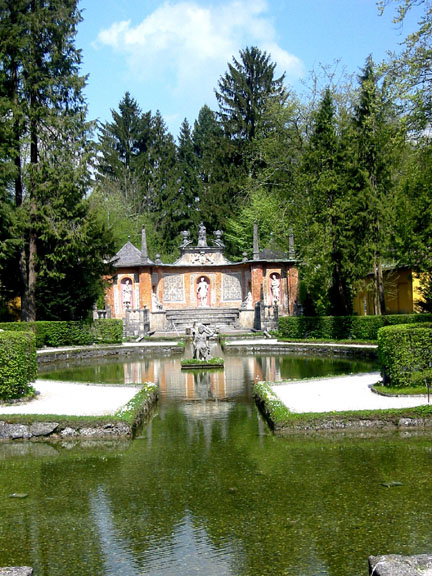
Uno scorcio del parco del castello di Hellbrunn

Nel grande parco attorno al castello sono disseminate numerose fontane, ancora funzionanti, che l'arcivescovo fece posizionare con l'intento di fare arguti scherzi agli ospiti della sua residenza e che ancora oggi sono utilizzate per sorprendere e divertire i numerosi visitatori.
La più celebre di esse è posizionata in corrispondenza del tavolo per i banchetti, formato da un grande tavolo di pietra e da numerosi sedili anch'essi di pietra. Marco Sittico amava attivare i getti d'acqua improvvisamente alla fine del pasto, per sorprendere i suoi ospiti; la particolarità di questa fontana è che solo i convitati si bagnavano, mentre il capotavola rimaneva asciutto.
Nel giardino vi è anche una grotta artificiale, immancabile per una residenza di epoca barocca; anche all'interno di essa furono preparati alcuni scherzi, prevalentemente sotto forma di improvvisi spruzzi d'acqua provenienti dalle pareti, ma la cosa più interessante della grotta è la fontana dove si trova una corona che viene fatta salire e scendere molto rapidamente attraverso improvvisi schizzi d'acqua per simboleggiare il potere che va e viene nei secoli.
Oltre agli scherzi, nella reggia l'acqua è utilizzata anche per muovere numerose figure in legno, creando scene che ritraggono il lavoro o gli scherzi di uomini e donne dell'epoca; la scena più maestosa è quella realizzata sotto forma di un teatro meccanico in miniatura, un imponente congegno automatico con musica prodotta da un organo idraulico e alcune centinaia di figure animate soltanto attraverso lo scorrere dell'acqua; il teatro è una costruzione successiva all'epoca del fondatore, risalente al 1750.
Collegato ai grandi giardini del castello, oggi sorge lo zoo di Salisburgo, originariamente la tenute di caccia della proprietà, collegato al parco.

## Altri Collegamenti
- Salisburgo
- Salisburghese